# Švýcarsko na Letních olympijských hrách 1948
Švýcarsko se účastnilo Letní olympiády 1948 v Londýně. Zastupovalo ho 181 sportovců (173 mužů a 8 žen) v 19 sportech.

## Medailisté
| Medaile | Jméno | Sport                | Soutěž                          |
| ------- | --- | -------------------- | ------------------------------- |
| Zlato   | Hans Moser | Jezdectví            | Drezura - jednotlivci           |
| Zlato   | Michael Reusch                                                                                                   | Sportovní gymnastika | Muži bradla                     |
| Zlato   | Josef Stalder | Sportovní gymnastika | Muži hrazda                     |
| Zlato   | Karl Frei | Sportovní gymnastika | Muži kruhy                      |
| Zlato   | Emil Grunig | Sportovní střelba    | Muži puška 3 pozice 300 m       |
| Stříbro | Gaston Godel | Atletika             | Muži chůze na 50 km             |
| Stříbro | Oswald Zappelli                                                                                                  | Šerm                 | Muži kord                       |
| Stříbro | Walter Lehmann                                                                                                   | Sportovní gymnastika | Muži víceboj – jednotlivci      |
| Stříbro | Walter Lehmann                                                                                                   | Sportovní gymnastika | Muži hrazda                     |
| Stříbro | Michael Reusch                                                                                                   | Sportovní gymnastika | Muži kruhy                      |
| Stříbro | Michael Reusch Josef Stalder Walter Lehmann Christian Kipfer Karl Frei Emil Studer Robert Lucy Melchior Thälmann | Sportovní gymnastika | Družstvo mužů                   |
| Stříbro | Hans Kalt Josef Kalt                                                                                             | Veslování            | Muži dvojka bez kormidelníka    |
| Stříbro | Rudolf Reichling Erich Schriever Émile Knecht Pierre Stebler André Moccand                                       | Veslování            | Muži čtyřka s kormidelníkem     |
| Stříbro | Rudolf Schnyder                                                                                                  | Sportovní střelba    | Muži 50 metrů libovolná pistole |
| Stříbro | Fritz Stöckli | Zápas                | muži volný styl do 87 kg        |
| Bronz   | Fritz Schwab | Atletika             | Muži chůze na 10 km             |
| Bronz   | Christian Kipfer                                                                                                 | Sportovní gymnastika | Muži bradla                     |
| Bronz   | Josef Stalder | Sportovní gymnastika | Muži bradla                     |
| Bronz   | Adolf Möller | Zápas                | muži volný styl do 62 kg        |
| Bronz   | Hermann Baumann                                                                                                  | Zápas                | muži volný styl do 67 kg        |